# Reell abgeschlossener Körper
Die reell abgeschlossenen Körper sind in der Algebra Körper, die mit dem Körper der reellen Zahlen einige wesentliche Eigenschaften gemeinsam haben: Zum Beispiel haben Polynome mit ungeradem Grad dort stets eine Nullstelle und diese Körper lassen sich mit einer durch die Körperstruktur eindeutig bestimmten Ordnungsrelation ausstatten, mit der sie zu geordneten Körpern werden.  
Ein reell abgeschlossener Körper ist maximal unter den formal reellen Körpern, das sind die Körper, auf denen überhaupt eine strukturverträgliche Ordnung definiert werden kann: Jede echte algebraische Körpererweiterung zerstört die Möglichkeit, den reell abgeschlossenen Körper anzuordnen. Gleichzeitig ist er „beinahe“ algebraisch abgeschlossen: Jede echte algebraische Körpererweiterung macht ihn zu einem algebraisch abgeschlossenen Körper.
Das hier beschriebene mathematische Konzept, das neben dem Begriff des reell abgeschlossenen Körpers auch Begriffe wie formal reeller Körper, pythagoreischer Körper und euklidischer Körper hervorgebracht hat, beschreibt bestimmte  Eigenschaften der reellen Zahlen algebraisch und benutzt solche Beschreibungen zur axiomatischen Definition einer Klasse von Körpern mit diesen Eigenschaften.

## Definition
Ein Körper {\displaystyle K} heißt reell abgeschlossen, falls eine der folgenden äquivalenten Bedingungen zutrifft: Er ist formal reell und
1. keine seiner echten algebraischen Erweiterungen ist formal reell,
2. die Körpererweiterung {\displaystyle K(i)} mit {\displaystyle i^{2}=-1} ist algebraisch abgeschlossen,
3. jede zweidimensionale Körpererweiterung ist algebraisch abgeschlossen,
4. jede echte endlichdimensionale Körpererweiterung ist algebraisch abgeschlossen.

## Anwendungen des Konzepts
Bei der Definition der reell abgeschlossenen Körper werden zwei wesentliche Eigenschaften der reellen Zahlen berücksichtigt:
- Anordnung:

1. Die reellen Zahlen lassen eine Anordnung zu, mit der sie zu einem geordneten Körper werden.
2. Es gibt nur eine Anordnung mit dieser Eigenschaft.

- Maximalität bzw. Abgeschlossenheit:

1. Erweitert man die reellen Zahlen zu {\displaystyle \mathbb {R} (i)=\mathbb {C} }, dann geht die Möglichkeit der Anordnung verloren.
2. Alle echten algebraischen Erweiterungen führen zur algebraischen Abgeschlossenheit.

Körper, die eine Anordnung zulassen, also die erste Anordnungseigenschaft mit den reellen Zahlen teilen, heißen formal reell, eine rein algebraische Definition lautet:
Ein Körper {\displaystyle K} heißt formal reell, falls −1 nicht als endliche Summe von Quadraten darstellbar ist, d. h.: Es gibt keine Elemente {\displaystyle y_{1},\ldots ,y_{n}\in K} mit {\displaystyle -1=y_{1}^{2}+\ldots +y_{n}^{2}}. Für eine eingehende Beschreibung dieser Körper siehe Geordneter Körper.
Bei jedem Körper, der genau eine Anordnung zulässt, kann diese durch die folgende Definition rein algebraisch beschrieben werden:
{\displaystyle a<b} gilt genau dann, wenn {\displaystyle b-a} eine Quadratzahl ist, also {\displaystyle b-a=X^{2}} eine Lösung {\displaystyle x\neq 0} in dem Körper hat.
Anders formuliert: Eine Zahl ist genau dann positiv, wenn sie in der Quadratklasse von 1 liegt. Die Existenz genau einer Anordnung ist äquivalent dazu, dass genau zwei Quadratklassen, nämlich die von +1 und die von −1 im Körper der Charakteristik 0 enthalten sind. → Ein Körper, der sich auf genau eine Art anordnen lässt, wird als euklidischer Körper bezeichnet.
Die reellen Zahlen haben die Eigenschaft, dass die spezielle Körpererweiterung {\displaystyle \mathbb {R} (i)} jede Anordnung als geordneter Körper unmöglich macht. Diese Eigenschaft teilen sie mit jedem formal reellen Körper, da ein Körper nie angeordnet werden kann, wenn in ihm die Quadratklassen von −1 und 1 zusammenfallen. Interessant ist hier, welche algebraischen Erweiterungen überhaupt noch durchführbar sind, ohne dass −1 zur Quadratzahl wird und damit keine Anordnung mehr möglich ist: 
- Da ein reell abgeschlossener Körper ein maximaler Körper mit der Eigenschaft ist, dass er eine Anordnung zulässt, zerstört jede algebraische Erweiterung diese Eigenschaft.
- Von einem euklidischer Körper wird (abgesehen davon, dass er die Charakteristik 0 haben muss) nur gefordert, dass er genau die zwei Quadratklassen von −1 und 1 enthält. Hier wird die Anordnungsmöglichkeit nicht durch jede, aber durch jede zweidimensionale Körpererweiterung zerstört.

## Eigenschaften
- Ein formal reeller Körper ist nie algebraisch abgeschlossen, denn in algebraisch abgeschlossenen Körpern ist −1 ein Quadrat,
- jeder formal reelle Körper hat die Charakteristik 0 und enthält unendlich viele Elemente,
- Unterkörper formal reeller Körper sind wieder formal reell.
- Ein reell abgeschlossener Körper kann durch genau eine Ordnungsrelation zu einem geordneten Körper gemacht werden. Die positiven Elemente sind dabei genau die Quadrate. Auch alle endlichen Summen von Quadraten sind wieder Quadrate und also positiv. Daher ist jeder reell abgeschlossene Körper pythagoreisch.
- Ein reell abgeschlossener Körper ist stets ein euklidischer Körper, ein euklidischer Körper stets ein formal reeller pythagoreischer Körper.
- Der einzige Körperautomorphismus eines reell abgeschlossenen Körpers ist die Identische Abbildung.
- Ist bei einer endlichdimensionalen Körpererweiterung {\displaystyle K<L} der Körper {\displaystyle L} reell abgeschlossen, dann ist die Erweiterung genau dann galoissch, wenn {\displaystyle K=L} ist.

## Beispiele und Gegenbeispiele
- Der Körper  {\displaystyle \mathbb {C} } der komplexen Zahlen ist nicht formal reell und also kein reell abgeschlossener Körper.
- Der Körper {\displaystyle \mathbb {R} } der reellen Zahlen ist reell abgeschlossen. Offenbar ist −1 nicht Summe von Quadraten und der einzige echte algebraische Erweiterungskörper ist {\displaystyle \mathbb {C} }, der nach dem vorigen Beispiel nicht formal reell ist.
- Der Körper {\displaystyle \mathbb {Q} } der rationalen Zahlen ist formal reell, aber nicht reell abgeschlossen, denn der Körper {\displaystyle \mathbb {Q} ({\sqrt {2}})=\{a+b{\sqrt {2}};\,a,b\in \mathbb {Q} \}} ist eine echte, algebraische, formal reelle Erweiterung.
- Der Körper der reellen und über {\displaystyle \mathbb {Q} } algebraischen Zahlen ist reell abgeschlossen.
- Jeder reell abgeschlossene Körper ist euklidisch, jeder euklidische formal reell.

## Existenzsätze
Zunächst kann man mit Hilfe der Existenz des algebraischen Abschlusses zeigen, dass jeder formal reelle Körper einen reell abgeschlossenen Oberkörper besitzt:
- Ist {\displaystyle K} formal reell und {\displaystyle {\overline {K}}} ein algebraisch abgeschlossener Oberkörper, so gibt es einen Zwischenkörper {\displaystyle K\subset L\subset {\overline {K}}} mit {\displaystyle {\overline {K}}=L(i)}, wobei {\displaystyle i} eine Wurzel aus −1 ist. {\displaystyle L} ist dann eine reell abgeschlossene Körpererweiterung von {\displaystyle K}.

Indem man diesen Satz auf den kleinsten algebraischen Abschluss anwendet, erhält man:
- Jeder formal reelle Körper hat eine algebraische und reell abgeschlossene Erweiterung.

Für angeordnete Körper kann man diese Aussage wesentlich verschärfen:
- Sei {\displaystyle K}  ein angeordneter Körper. Dann gibt es bis auf Isomorphie genau eine algebraische und reell-abgeschlossene Fortsetzung, deren eindeutige Anordnung die Ordnung von {\displaystyle K} fortsetzt.

Zur Konstruktion adjungiert man alle Quadratwurzeln aus positiven Elementen von {\displaystyle K} und zeigt, dass der so entstehende Körper formal reell ist. Darauf wendet man  obigen Satz an und erhält eine algebraische und reell abgeschlossene Erweiterung, von der man dann noch die Eindeutigkeitsaussage zu zeigen hat. Im Falle eines angeordneten Körpers kann man also von dem reellen Abschluss sprechen.